# Іванишин Федір
Фе́дір Івани́шин (псевдо.:«Миш»;нар. 1921, с. Пациків Станиславівський повіт, Станиславівське воєводство, Польська Республіка — 14 липня 1946, с. Побережжя Тисменицький район Івано-Франківська область) — український військовик, вояк УПА, лицар Бронзового хреста бойової заслуги УПА.

## Життєпис
Влітку 1943 р. зголошується добровольцем до ВОП командира «Різуна». Восени 1944 р. призначений командиром окремої чоти сотні «Буковинця», яка організована для виконання окремих доручень команди групи «Чорний ліс». Чотовий сотні «Стріла» куреня «Дзвони» ТВ-22 «Чорний ліс» (1945-07.1946). Поранений у бою з чекістсько-військовою групою, під час засідки куреня «Дзвони» між сс. Завій-Грабівка. Помер від ран. Старший вістун (?), булавний (1.11.1945) УПА.

## Нагороди
- Згідно з Наказом крайового військового штабу УПА-Захід ч. 18 від 1.03.1946 р. булавний УПА, командир чоти сотні УПА «Стріла» Федір Іванишин — «Миш» нагороджений Бронзовим хрестом бойової заслуги УПА.